# Brian Kilby
Brian Leonard Kilby (Coventry, 26 febbraio 1938 – Coventry, 30 giugno 2024) è stato un maratoneta britannico, medaglia d'oro agli Europei di Belgrado 1962 e ai Giochi del Commonwealth dello stesso anno.

## Biografia
Gareggiò per il suo Paese ai Giochi olimpici di Tokyo 1964, giungendo 4º.

## Altre competizioni internazionali
1960
- Argento alla Polytechnic Marathon ( Chiswick) - 2h22'53"
- Argento alla Hog's Back ( Guildford), 15,3 km - 45'48"

1961
- Bronzo alla Polytechnic Marathon ( Chiswick) - 2h24'12"
- Oro alla Maratona di Enfield ( Enfield) - 2h24'37"

1962
- Oro alla Maratona di Welwyn ( Welwyn) - 2h26'15"
- Oro alla Welwyn Half Marathon ( Welwyn) - 1h07'26"
- Oro alla Hog's Back ( Guildford), 15,3 km - 44'15"

1963
- Bronzo alla Maratona di Boston ( Boston) - 2h21'43"
- Oro alla Maratona di Port Talbot ( Port Talbot) - 2h14'43"
- Oro alla Maratona di Coventry ( Coventry) - 2h16'45"
- Argento al Roundhay Gala ( Roundhay), 10 miglia - 50'43"

1964
- Oro alla Maratona di Coventry ( Coventry) - 2h23'01"
- Argento alla 20 miglia di Pembroke ( Pembroke) - 1h41'30"

1965
- Bronzo alla Maratona internazionale della pace ( Košice) - 2h27'34"
- Argento alla Maratona di Port Talbot ( Port Talbot) - 2h17'34"

1966
- 5º alla Polytechnic Marathon ( Chiswick) - 2h24'48"
- Oro alla Welwyn Half Marathon ( Welwyn) - 1h08'06"

1968
- 5º alla Maratona di Cwmbran ( Cwmbran) - 2h18'34"

1972
- 51º alla Maratona di Manchester ( Manchester) - 2h26'25"